# Furnes-Ambacht

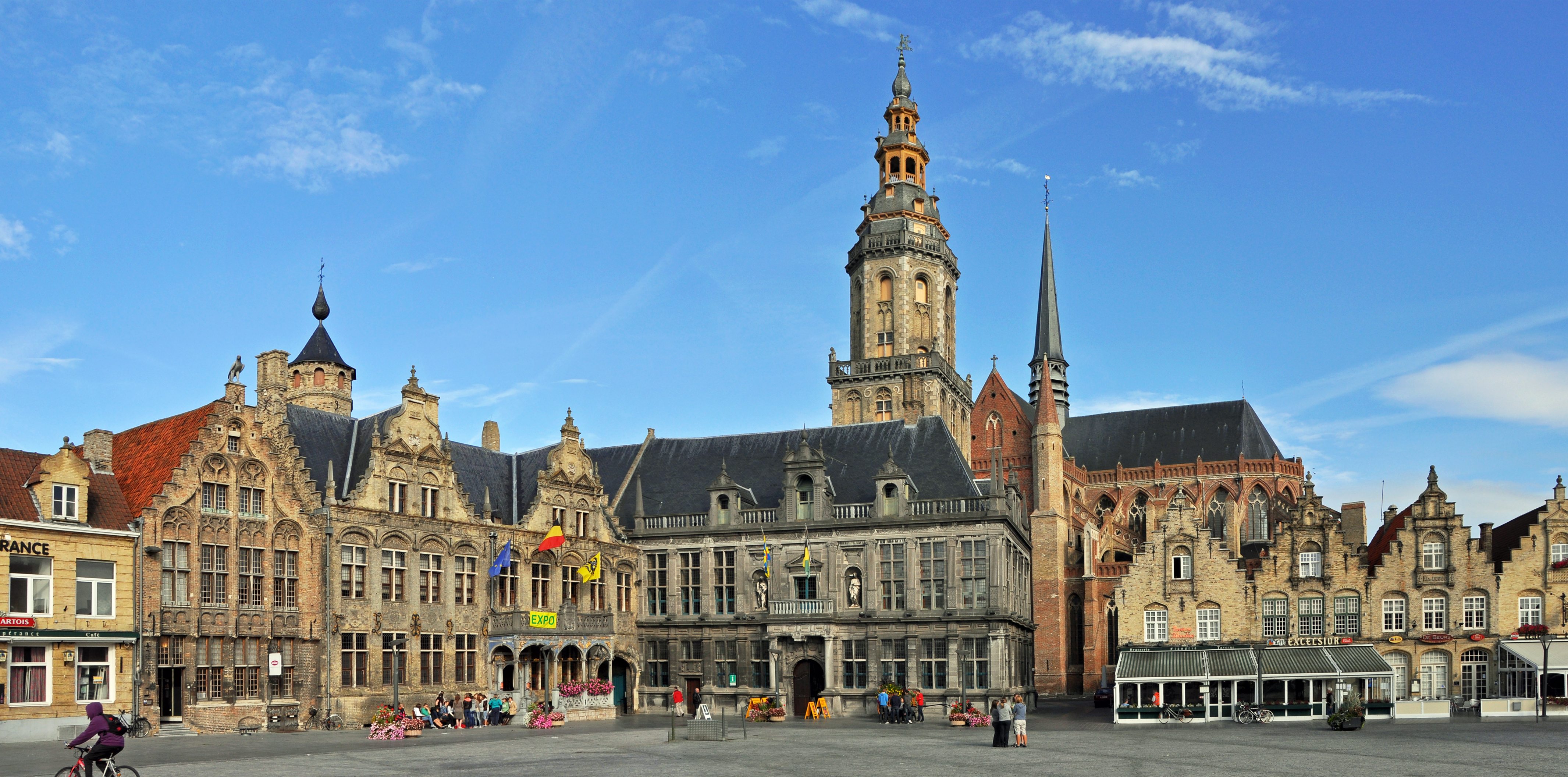
Furnes (la grand-place ou markt), ancien siège du vicomté de Furnes-Ambacht.

Furnes-Ambacht ou métier de Furnes, en néerlandais Veurne-Ambacht, est le nom de la partie nord-ouest de la province belge de Flandre occidentale et aussi de l'ancienne vicomté éponyme. La ville de Furnes (en néerlandais : Veurne) était le siège de la châtellenie ou vicomté.

## Délimitation
Cette zone est délimitée au nord par la mer du Nord, à l'ouest par la frontière française, à l'est et au sud par l'Yser, l'Yperlée et le Kemmelbeek et les frontières communales (de 1976) des municipalités de Reninge, Oostvleteren, Westvleteren, Proven et Roesbrugge-Haringe. Il s'agit d'un concept plus large que le Bachten de Kupe, le Veurne-Ambacht s'étendant encore plus au sud du cours de l'Yser. Il est l'un des plus anciens terrains gagnés sur la mer (polders) d'Europe. Le Westhoek n'est qu'une partie de ce territoire.

## Une race de vache
Furnes-Ambacht est aussi le nom d'une race bovine belge qui a permis, en conjonction avec la Cassel, la création d'une nouvelle race, la rouge de Flandres occidentales, rebaptisée depuis sous l’appellation rouge de Belgique. Grâce à ce croisement, le cheptel bovin, quasiment anéanti au cours de la Première Guerre mondiale, a pu être reconstitué.